# Primordial
I Primordial sono un gruppo musicale folk, celtic e black metal irlandese formatosi a Skerries, nella Contea di Fingal, nel 1987.
La loro musica prende ispirazioni da band storiche quali Bathory, Celtic Frost, Candlemass, Iron Maiden, Black Sabbath e Thin Lizzy.

## Storia del gruppo

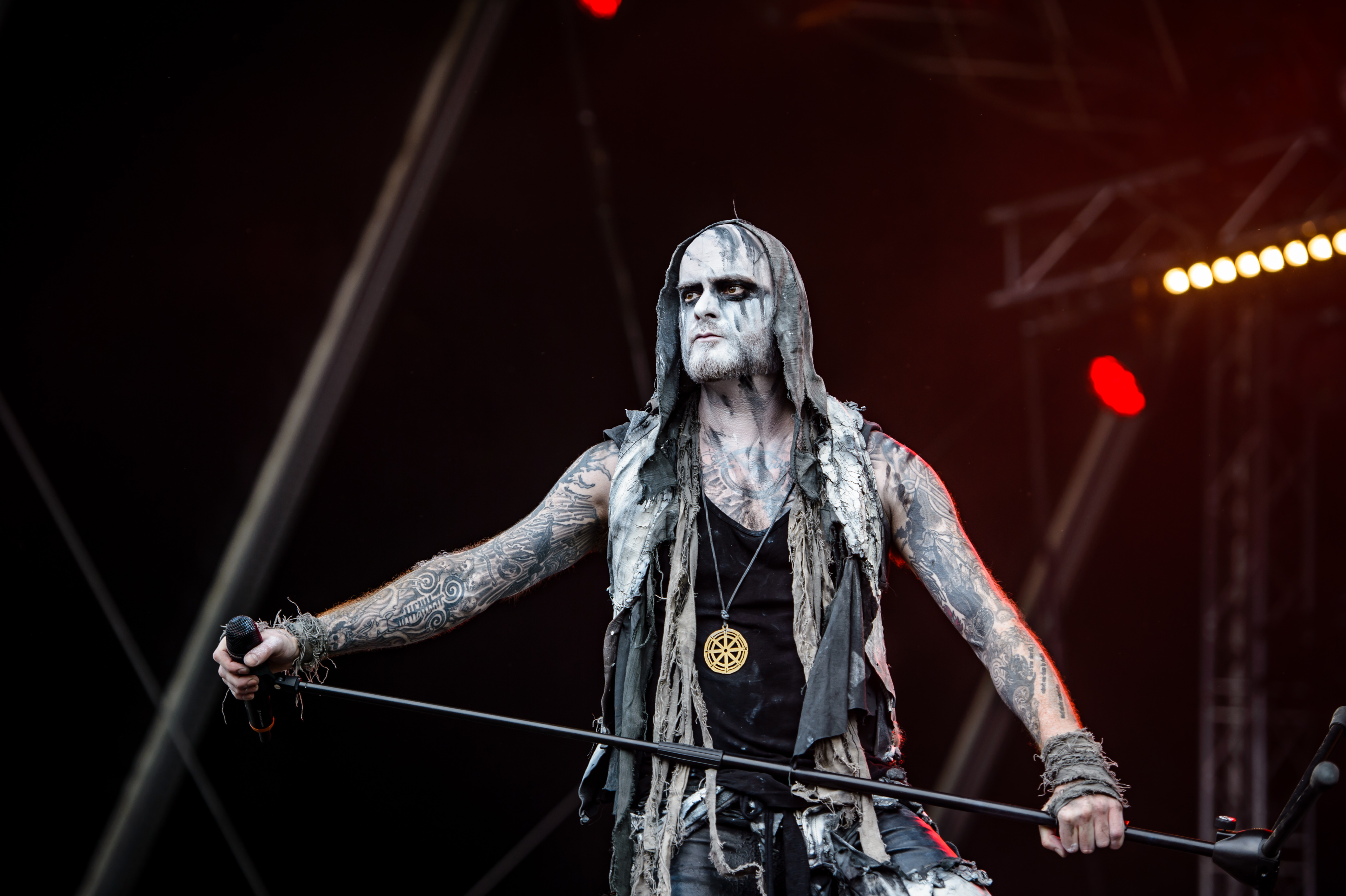
A.A. Nemtheanga (Alan Averill)

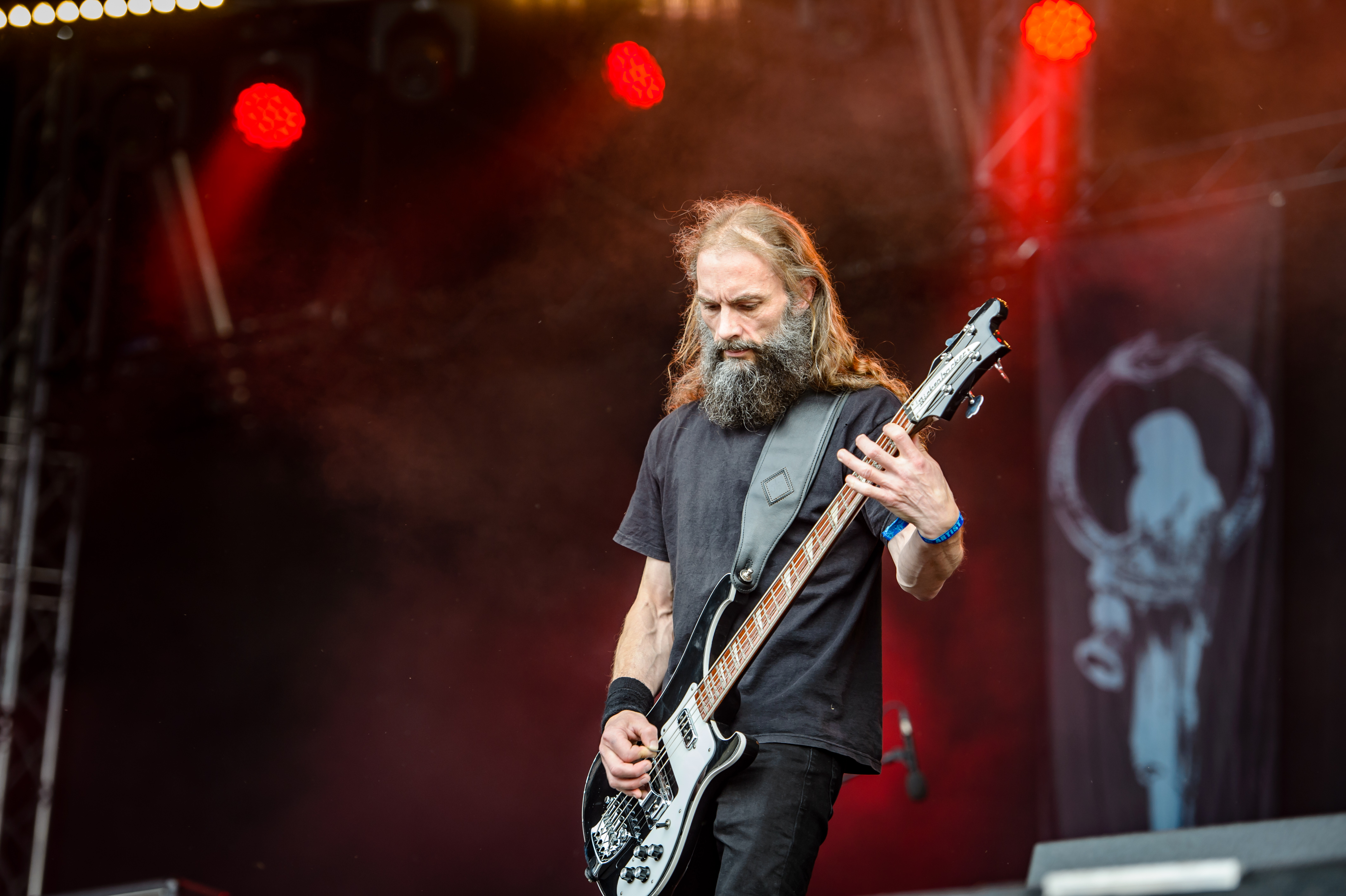
Pól MacAmlaigh

Formatosi nel 1987 in Irlanda, su iniziativa di Pól MacAmhlaigh e Ciarán MacUiliam, il gruppo si propose come cover band thrash metal, ma non mancò di realizzare anche del materiale proprio. Dopo vari avvicendamenti, nel 1991, la formazione, allora conosciuta come Mortus, trovò in Naihmass Nemtheanga, pseudonimo di Alan Averill, il cantante più adatto. Nel 1993, avendo cambiato il nome in quello attuale, il gruppo incise il primo demo, Dark Romanticism... Sorrow's Bitter Harvest..., che venne distribuito in più di mille copie, proiettando la band tra le principali realtà black metal emergenti in quel periodo.

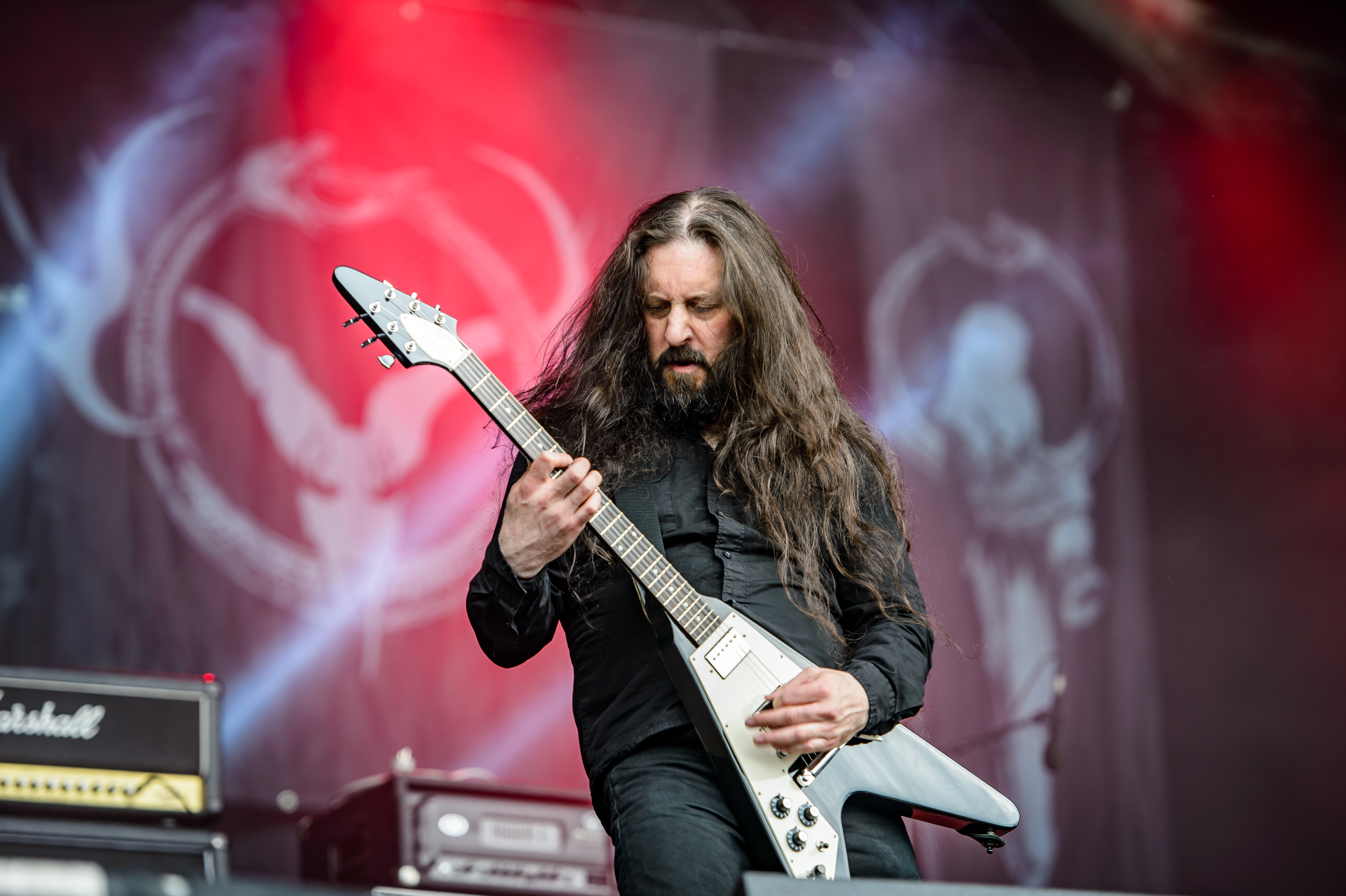
Ciáran MacUiliam

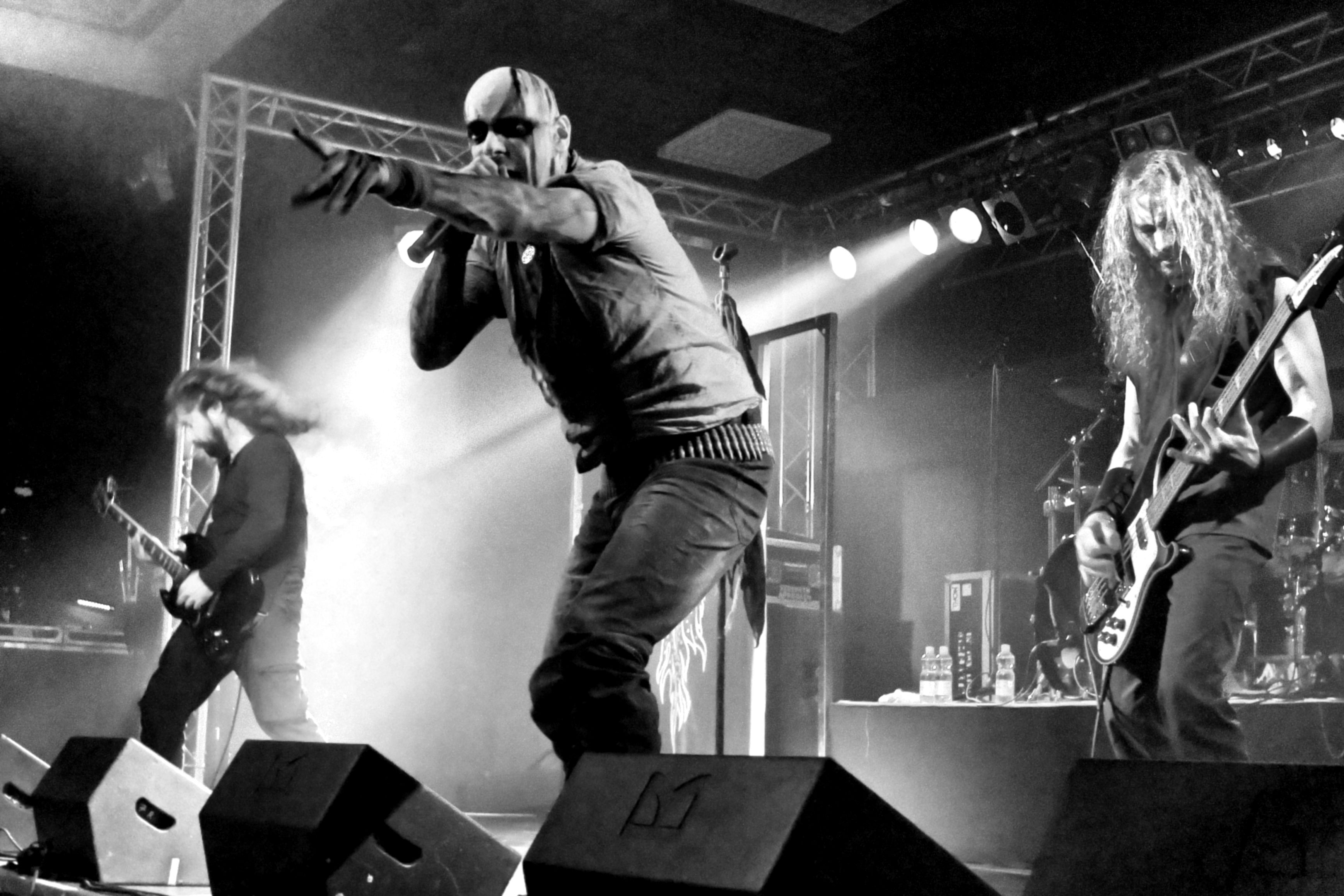
I Primordial al Paganfest 2012, a Lipisa

Due anni dopo la Cacophonous Records pubblicò il disco d'esordio dei Primordial, Imrama, registrato durante l'inverno precedente dalla formazione composta da Ciáran MacUiliam alla chitarra, Pól MacAmlaigh al basso, Derek MacAmlaigh alla batteria e dal cantante Nemtheanga. L'album vide la band focalizzarsi su sonorità doomdeath intrise di elementi provenienti dalla musica tradizionale irlandese. A supporto di questa uscita il gruppo effettuò una serie di concerti, durante la quale ebbe l'opportunità di esibirsi all'Astoria di Londra, condividendo il palco con Cradle of Filth e Gorgoroth.
Il secondo album, A Journey's End, fu inciso dal gruppo col nuovo batterista Simon O'Laoghaire e arrivò sul mercato nel 1998 tramite la Misanthropy Records. L'anno successivo uscì l'EP The Burning Season, mentre nel 2001 fu pubblicato il disco Spirit the Earth Aflame, entrambi editi dalla Hammerheart Records, l'etichetta discografica indipendente che diede alle stampe anche il successivo Storm Before Calm. Nel 2003 i Primordial partirono per una tournée europea assieme ad altre band di metal estremo.

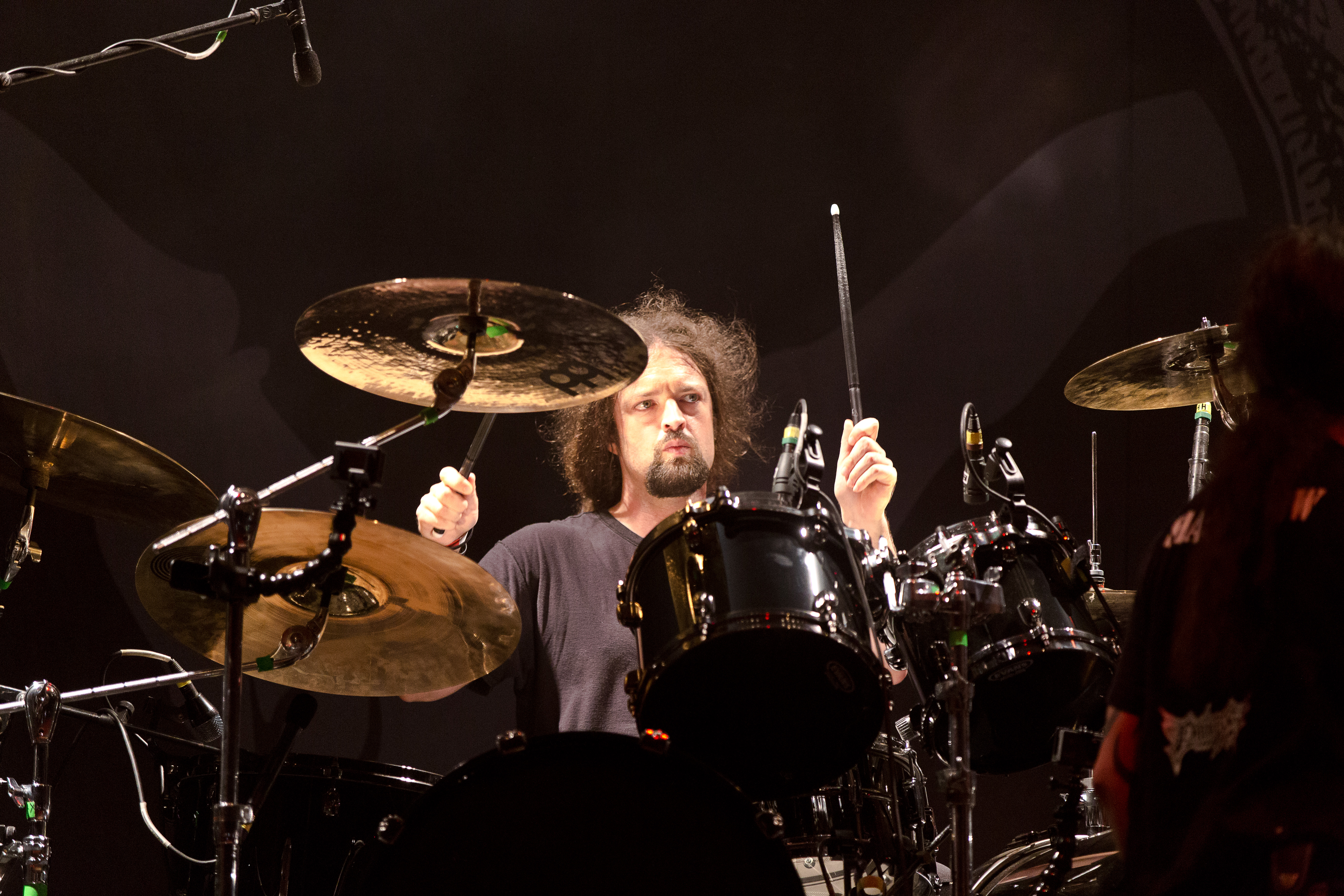
Simon O'Laoghaire al Party San Open Air 2016

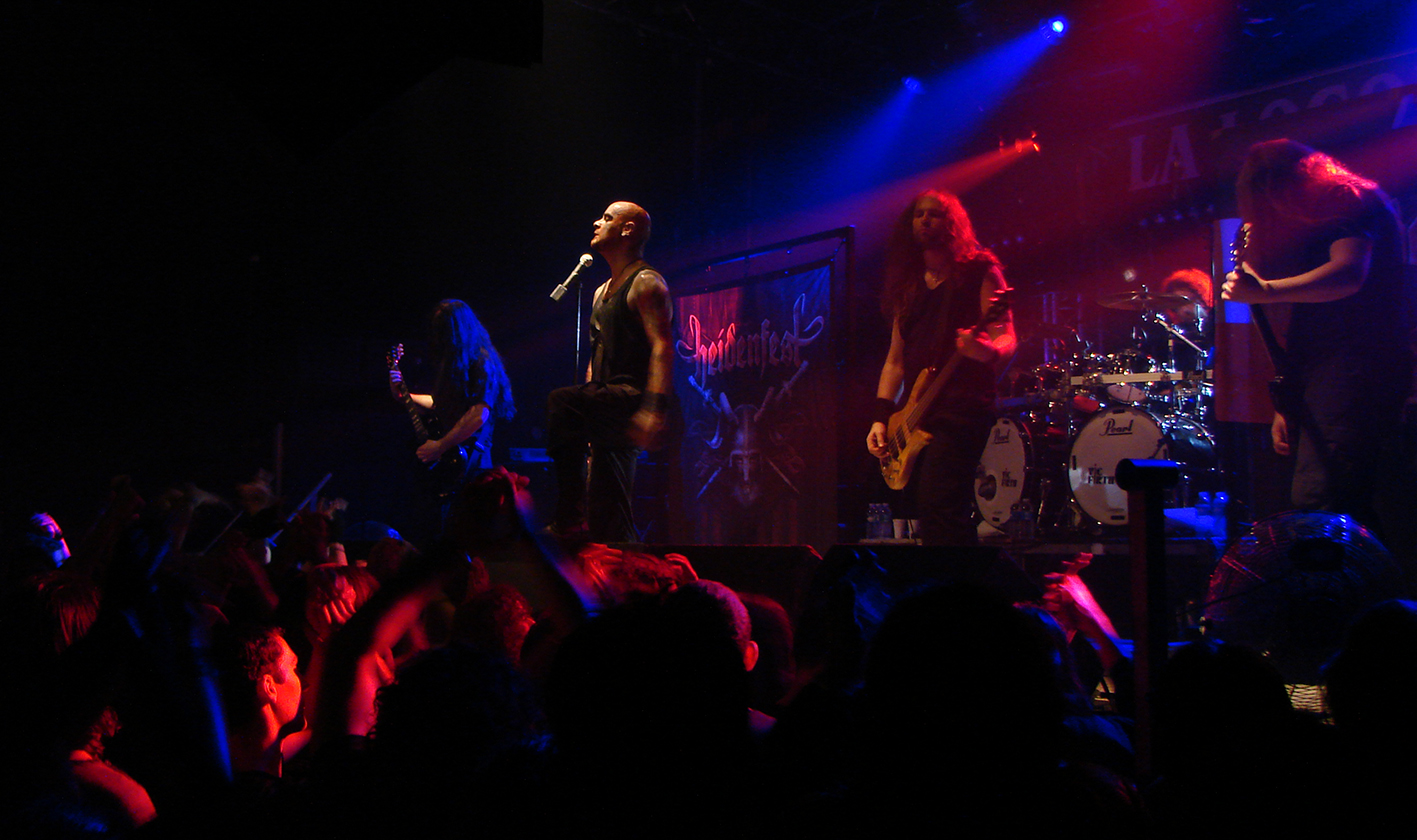
I Primordial in concerto a Parigi nel 2008

Due anni dopo la Metal Blade Records pubblicò The Gathering Wilderness, un album in cui affiorarono maggiormente le inclinazioni celtic metal della band, alla quale, da questo lavoro in poi, si unì anche un secondo chitarrista, Michael O'Floinn. Nel 2006 i Primordial si esibirono per la prima volta negli Stati Uniti d'America e si cimentarono in un breve tour europeo come band principale. Il 2007 fu l'anno di To the Nameless Dead, disco dalle composizioni variegate, che rappresentò al meglio la loro musica.
Negli anni successivi s'impegnarono in un'attività live costante che li vide partecipare anche a vari festival musicali, tra cui il Metal Healing in Grecia, lo Sweden Rock Festival, l'Hellfest e il Bang Your Head!!!.
Nel 2010 realizzarono il loro primo DVD, All Empires Fall, seguito da Redemption at the Puritan's Hand, uscito l'anno successivo. L'ottavo disco del gruppo fu Where Greater Men Have Fallen, del 2014, che ricevette varie recensioni positive da parte della critica specializzata. Gods to the Godless, il primo album dal vivo dei Primordial, uscì nel 2016, a riprova del fatto che il gruppo si mantenne attivo sul fronte live.

## Formazione

### Formazione attuale
- Naihmass Nemtheanga (Alan Averill) – voce (1991-presente)
- Ciáran MacUiliam – chitarra (1987-presente)
- Michael O'Floinn – chitarra (2002-presente)
- Pól "Paul" MacAmlaigh – basso (1987-presente)
- Simon O'Laoghaire – batteria (1997-presente)

### Ex componenti
- Feargal Flannery – chitarra (1997)
- Derek "D." MacAmlaigh – batteria (1987-1997)

## Discografia

### Album studio
- 1995 – Imrama
- 1998 – A Journey's End
- 2000 – Spirit the Earth Aflame
- 2002 – Storm Before Calm
- 2005 – The Gathering Wilderness
- 2007 – To the Nameless Dead
- 2011 – Redemption at the Puritan's Hand
- 2014 – Where Greater Men Have Fallen
- 2018 – Exile Amongst the Ruins
- 2023 – How It Ends

### EP
- 1999 – The Burning Season

### Album dal vivo
- 2016 – Gods to the Godless

### Raccolte
- 2004 – Dark Romanticism

### Altro
- 1993 – Dark Romanticism... Sorrow's Bitter Harvest... demo
- 1997 – Primordial / Katatonia split album
- 2005 – Primordial / Mael Mórdha split album

## Videografia
- 2010 – All Empires Fall DVD